# Marco Pechenino
Marco Pechenino (San Giorgio Canavese, 1820 – gennaio 1900) è stato un presbitero e grecista italiano.
Insegnò al Regio Ginnasio Cavour di Torino. Fu amico e seguace di Don Bosco ed autore di testi didattici di greco ed in particolare del volume Verbi e forme verbali difficili ed irregolari della lingua greca, ristampato per tutto il XX secolo, ed ancora oggi utilizzato  e di un vocabolario italiano-greco edito nel 1876.